# Cordell Volson
Cordell Volson (Balfour, 20 luglio 1998) è un giocatore di football americano statunitense che milita nel ruolo di offensive tackle per i Cincinnati Bengals della National Football League (NFL).

## Carriera

### Cincinnati Bengals
Al college Volson giocò a football alla North Dakota State University. Fu scelto nel corso del quarto giro (136º assoluto) nel Draft NFL 2022 dai Cincinnati Bengals. Debuttò come professionista partendo come titolare nella gara del primo turno contro i Pittsburgh Steelers. La sua stagione da rookie si chiuse disputando 16 partite, tutte come titolare.